# Амбасада Русије у Сарајеву
Амбасада Русије у Сарајеву је дипломатско представништво руске владе у Босни и Херцеговини.
Амбасада се налази у Улици Уријана Дедина 93 у Сарајеву.

## Историја
Русија је признала независност Републике БиХ 27. априла 1992. Дипломатски односи између Русије и БиХ успостављени су 26. децембра 1996. Русија има важну улогу у спољној трговини БиХ. У 2014, 5,5% босанскохерцеговачког извоза било је према Русији.
Русија је гарант Оквирног споразума о миру у БиХ те је члан Управног одбора Савјета за спровођење мира. У том својству учествује у активностима међународне заједнице у савладавању посљедица рата у БиХ те учествује у изградњи стабилне и демократске државе.
До јуна 2003, у БиХ је био присутан руски војни контингент у вишенационалним снагама ради стабилизовања стања у земљи. Руски функционери ангажовани су у Уреду високог представника (ОХР) и мисији ОБЕС-а у БиХ. Руска историчарка Јелена Гускова члан је Сената Републике Српске.
Руски амбасадор за Босну и Херцеговину је Игор Калабухов.
Босна и Херцеговина, понајвише Република Српска, један је од највећих трговинских партнера Русије у државама Западног Балкана. Руски капитал увелике је заступљен у БиХ. Почетком 2014, акумулирана руска улагања у БиХ износила су 877 милиона америчких долара, док је на почетку 2010. тај износ био 541 милион долара. Већина овог улагања односи се на Републику Српску. Компанија "НефтегазИнКор" купила је напуштену рафинерију "Босански Брод" (65% дионица), Завод за производњу моторног уља "Модрича" (62,3% дионица) и мреже бензинских станица "Петрол".

## Попис амбасадора
| амбасадор | амбасадор | амбасадор                 | на дужност         | на дужност         | на дужност       |
| #         | слика     | име                       | ступио             | одступио           | именован од      |
| --------- | --------- | ------------------------- | ------------------ | ------------------ | ---------------- |
| 1.        |           | Јаков Герасимов           | децембар 1996.     | јануар 1998.       | Борис Јељцин     |
| 2.        |           | Филип Сидорски            | 25. јануара 1998.  | 25. децембра 2000. | Борис Јељцин     |
| 3.        |           | Александар Гриченко       | 25. децембра 2000. | 30. марта 2005.    | Владимир Путин   |
| 4.        |           | Константин Шувалов        | 30. марта 2005.    | 1. септембра 2009. | Владимир Путин   |
| 5.        |           | Александар Боцан-Харченко | 1. септембра 2009. | 6. августа 2014.   | Дмитриј Медведев |
| 6.        |           | Петар Иванцов             | 6. августа 2014.   | 2020.              | Владимир Путин   |
| 7.        |           | Игор Калабухов            | 2021.              |                    | Владимир Путин   |